# Michel Casteels
Michel Casteels (Gent, 19 mei 1917 – 4 oktober 1996) was een Vlaams journalist en schrijver van cursiefjes.

## Biografie
Casteels schreef jarenlang artikels voor Het Volk, Het Laatste Nieuws, Kwik, Het Zondags-nieuws, De Streekkrant en De Post. Hij verzorgde er zowel het sport- als het stadsnieuws. Daarnaast staat hij vooral bekend om zijn cursiefjes. Zijn reputatie was hierin zo groot en invloedrijk dat men hem de "Gentse Simon Carmiggelt" noemde. Casteels gebruikte vaak pseudoniemen, zoals "Thomas Pips" (naar de gelijknamige stripfiguur van Buth, wiens cartoons hij vaak door een cursiefje vergezeld liet gaan), "Micca", "Strop" en "Piet Korrel".
Casteels stond ook bekend als een groot liefhebber van jenever, een onderwerp waarover hij ook vele stukken geschreven heeft.
In 1986 zong hij samen met andere bekende Gentenaars mee op de plaat "Ja santé mijn ratse!".

## Status
De stad Gent organiseert jaarlijks de Michel Casteels Cursiefjeswedstrijd, waarbij deelnemers hun eigen cursiefjes kunnen inzenden.
In strook 143 van het Neroalbum De Ark van Nero is Michel Casteels een van de verdoemden die Satan in zijn boek noteert. Striptekenaar Marc Sleen en Casteels werkten toen allebei voor de krant Het Volk.
Een aantal van zijn cursiefjes rond de Ronde van Frankrijk zijn gepubliceerd in "De Grote Rondes van Marc Sleen" (1992), een boek rond Sleens stripreeks De Ronde van Frankrijk.

## Meer informatie
- Het archief van Michel Casteels werd in 1997 aan het Stadsarchief Gent geschonken (schenkingsnummer: 1997/13, opgenomen in: DKF 88, omvang: 15 meter). Het bevat documentatie voor zijn journalistiek werk, kladversies en persknipsels van de stukken van Piet Korrel, correspondentie met collega's, documentatiemappen over diverse onderwerpen, voornamelijk met betrekking tot Gent, toeristische gidsen, enzovoort. Daarnaast ook foto's, affiches, prenten over Gent, kunsttekeningen en grammofoonplaten. Het archief is te raadplegen in de leeszaal van De Zwarte Doos - Stadsarchief Gent
- allesovergent.be
- gentblogt.be
- muziekarchief.be
- COENEGRACHT, Mark, en ZAKI, "Hoe is wie in Vlaanderen?", Hadewijch Antwerpen-Baarn, 1994, blz. 27.